# Schloss Reiteregg

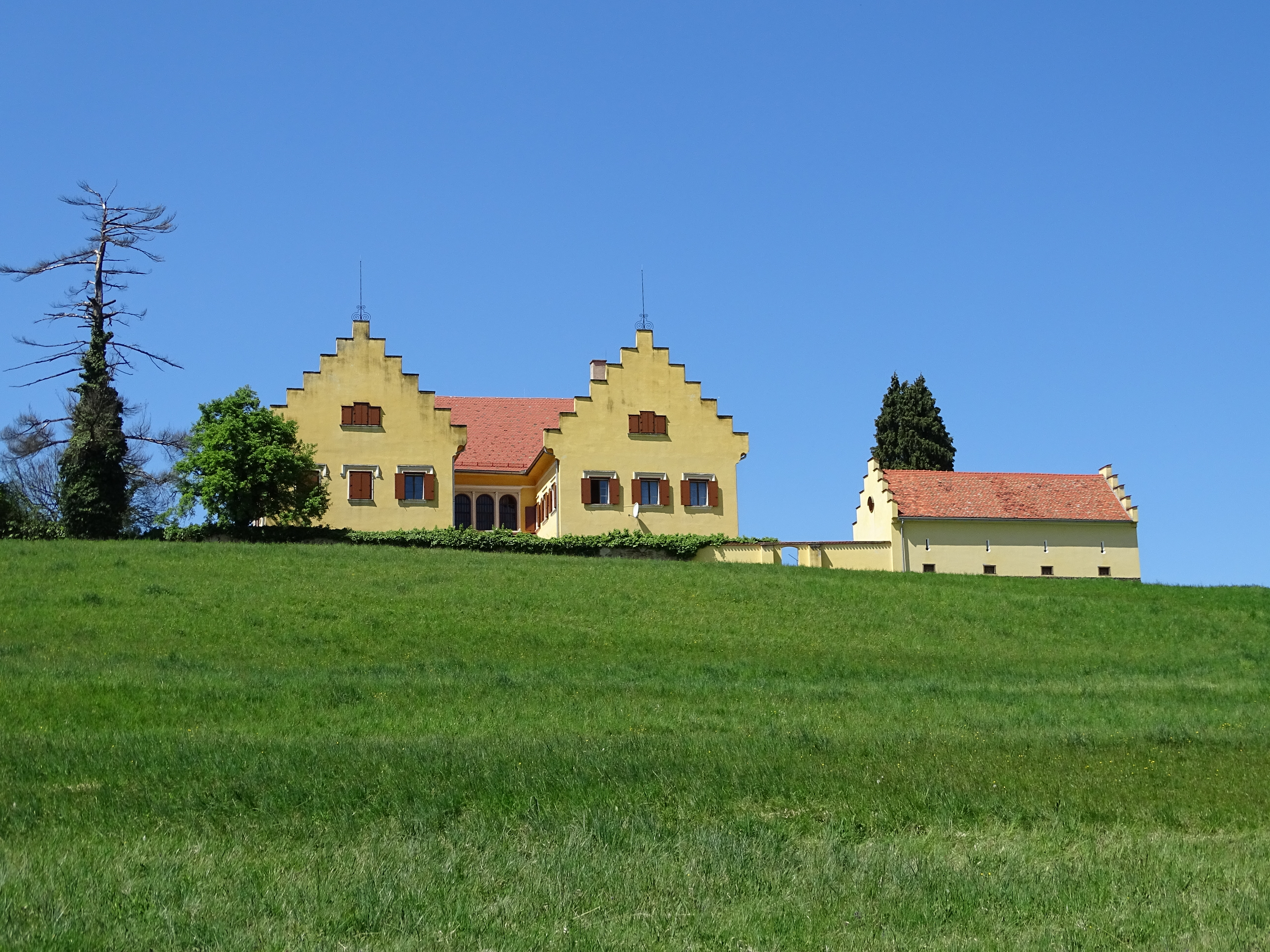
Das Schloss Reiteregg im Mai 2019

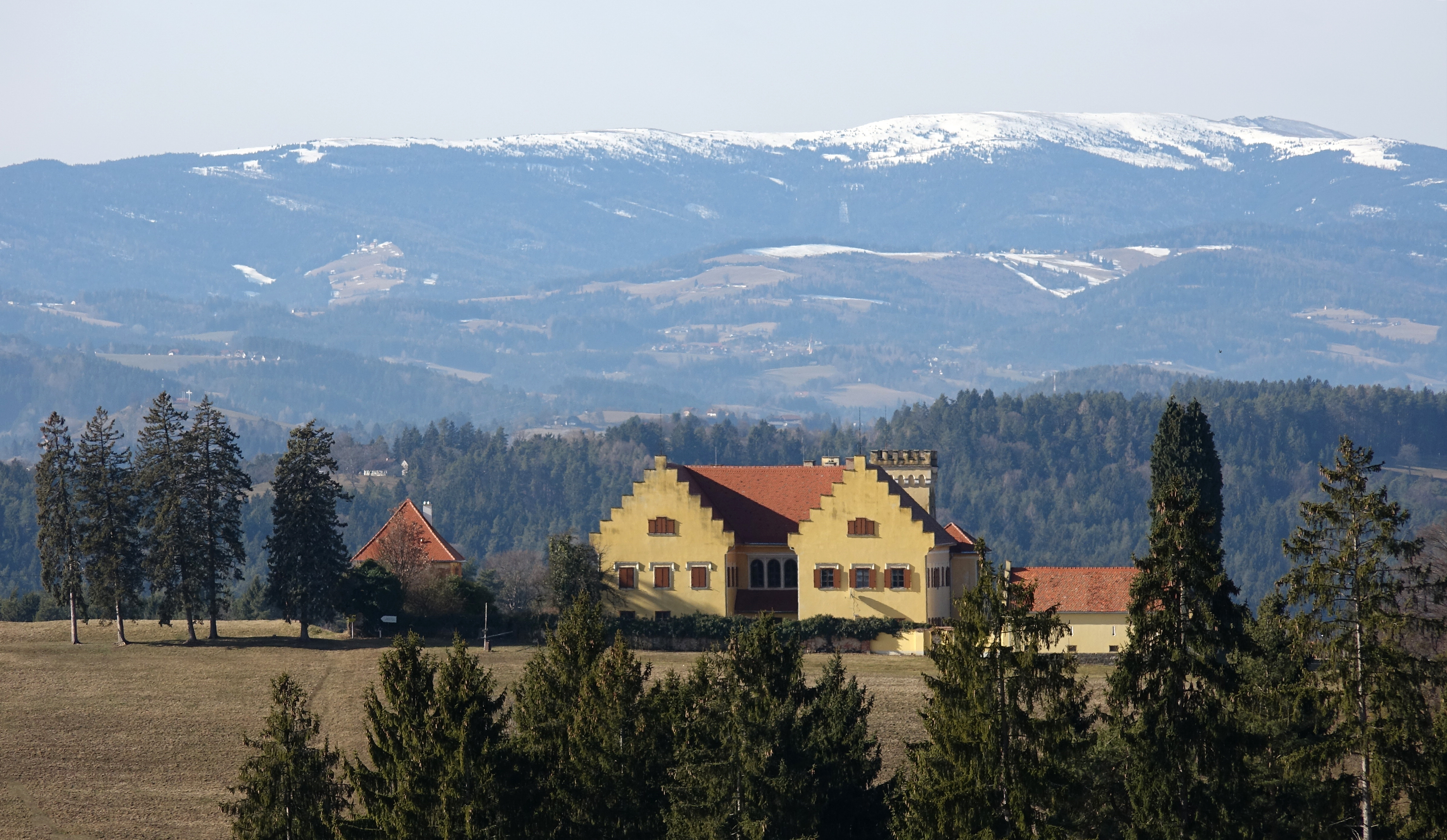
Schloss Reiteregg von Schütting aus gesehen

Das Schloss Reiteregg ist ein im 17. Jahrhundert in Hitzendorf in der Steiermark erbautes Schloss. Es befindet sich heute in Privatbesitz.

## Lage
Das Schloss Reiteregg liegt auf einer Kuppe des Hügelzuges, der das Liebochtal vom Södingtal trennt.

## Gestaltung
Anfangs bestand das Schloss aus zwei aneinandergebauten Gebäuden. Die Giebel sind als so genannte Treppengiebel ausgestaltet. Der ursprünglich überdachte Turm ist mit Zinnen bewehrt. Am Schloss befindet sich auch eine der Heiligen Maria geweihte Schlosskapelle. Die Schlosskapelle besteht aus einem Oratorium und einer Sakristei. An der Zufahrt zum Schloss steht eine Pestsäule. Die ursprüngliche Säule wurde durch einen umstürzenden Baum zerstört, und heute steht an ihrer Stelle eine identische Kopie. Diese mit einem Kupferdach versehene Kopie ist mit Obst- und Blumengirlanden ausgestaltet, und in den vier Nischen sind Heiligenfiguren angebracht. Die Figuren stellen den Heiligen Sebastian, den Heiligen Urban, den Heiligen Franziskus sowie den Heiligen Antonius dar. Etwas abseits des Schlosses befindet sich das Mausoleum der Familie Haan.

## Geschichte

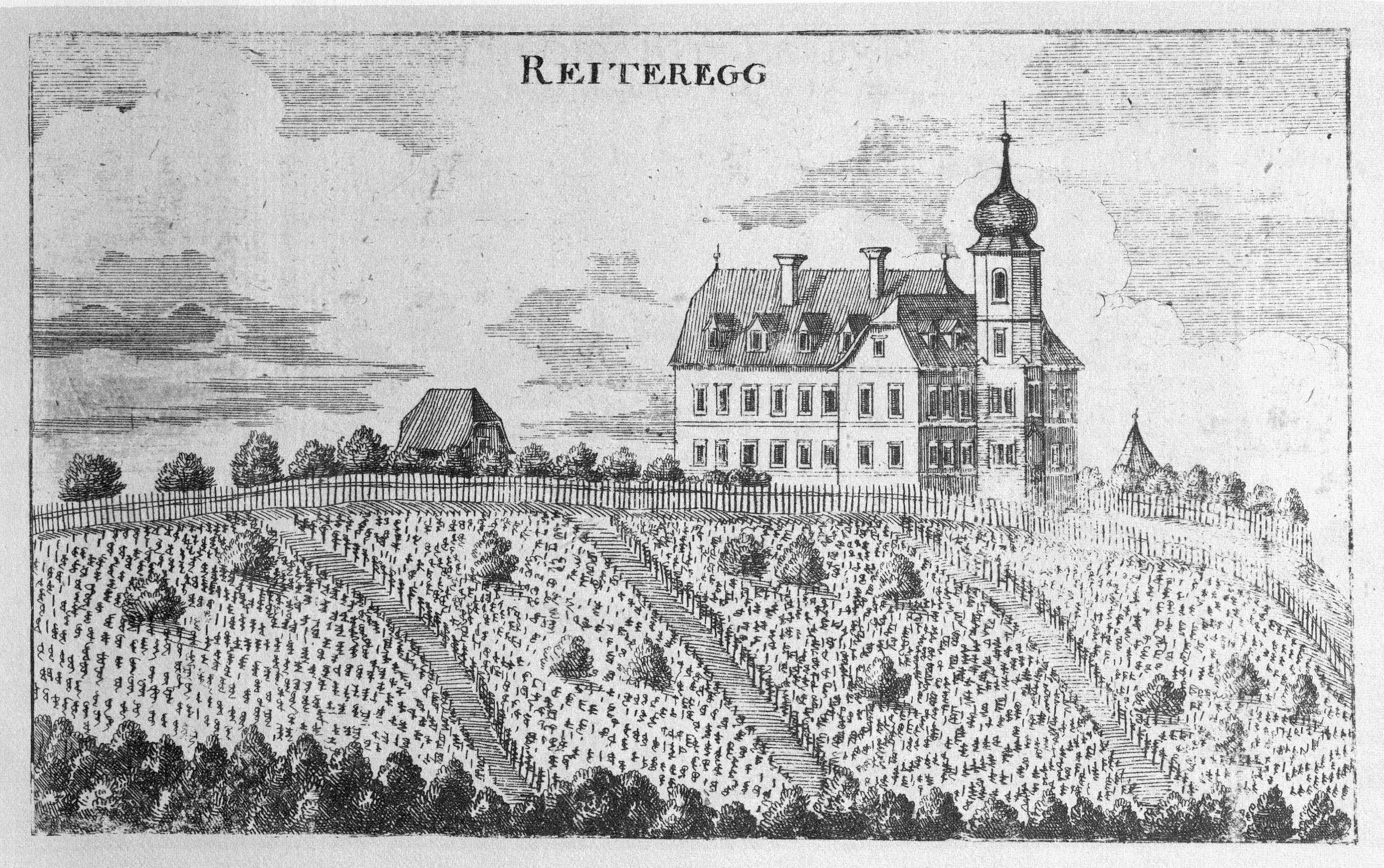
Das Schloss Reiteregg im Jahr 1681

Das Schloss Reiteregg wurde im 17. Jahrhundert erbaut und bestand damals aus zwei aneinandergebauten Gebäuden. Zuvor befand sich an dem Standort ein Bauerngut, das zumindest seit der zweiten Hälfte des 16. Jahrhunderts nachweisbar ist. 1660 erwarb Ferdinand Ignaz Freiherr von Moscon das Anwesen und erweiterte es. Während der Herrschaft der Familie Moscon wurde unter anderem die Schlosskapelle errichtet. Im Jahr 1871 verkaufte die Familie Moscon das Schloss an Leopold Reichsfreiherr von Haan, welcher das Schloss weiter ausbaute und ihm sein heutiges Aussehen verlieh. Er ließ unter anderem das Dach des Turmes entfernen und ihn mit Zinnen bewehren. Weiters errichtete er ein Mausoleum für seine Familie. In der Zwischenkriegszeit wurden die Weingärten des Gutes durch Weideland ersetzt. Während des Zweiten Weltkrieges wurden auf dem Schloss keine russischen Truppen untergebracht, weshalb die ursprüngliche Einrichtung noch großteils erhalten ist. Bis heute befindet sich das Gut im Besitz der Familie Haan.

## Legende zum Geheimgang
Es gibt die Legende, dass das Schloss Reiteregg mit dem Schloss Schütting über einen unterirdischen Gang verbunden ist. Bis heute wurde kein Beweis für so einen Gang gefunden.

## Nachweise
1. 1 2 3 4  
Schloss Reiteregg. www.hitzendorf.com, abgerufen am 3. Februar 2016.
2. ↑  
Reiteregg. www.steirischer-burgenverein.at, abgerufen am 3. August 2011.
3. ↑  
Schloss Schütting. www.hitzendorf.com, abgerufen am 3. Februar 2016.

Koordinaten: 47° 2′ 5,6″ N, 15° 16′ 25,1″ O